# Tragopogon neohybridus
Tragopogon neohybridus là một loài thực vật có hoa trong họ Cúc. Loài này được Farw. miêu tả khoa học đầu tiên năm 1930.